# Zełena Dołyna (obwód doniecki)
Zełena Dołyna (ukr. Зелена Долина) – wieś na Ukrainie, w obwodzie donieckim, w rejonie kramatorskim. W 2001 liczyła 326 mieszkańców, spośród których 153 posługiwało się językiem ukraińskim, 22 rosyjskim, a 1 innym.